# 야마토촌
야마토촌(일본어: 大和村)은 일본 가고시마현 아마미오섬에 있는 오시마군의 촌이다.

## 지리
아마미오섬 중앙부에 위치하고 북해안으로 동중국해와 접한다.

### 인접한 자치체
- 아마미시
- 오시마군 우켄촌

## 역사
- 1908년 4월 1일 - 도서정촌제 시행으로 야마토촌이 성립하였다.
- 1946년 2월 2일 - 미국(류큐 열도 미국 민정부)의 통치하에 있었다.
- 1953년 12월 25일 - 아마미오섬이 일본으로 반환되면서 다시 일본에 속하게 되었다.

## 산업
주요 농산품은 자두·뽕깡·단칸 등이다. 일본의 사탕수수 재배 발상지이기도 하나 현재 사탕수수를 재배하지는 않는다.